# Gafas de daltonismo
Las gafas de daltonismo o gafas para daltónicos son unas gafas diseñadas para mejorar la percepción de los colores de las personas daltónicas..
El daltonismo consiste en un desequilibrio en la forma de percibir señales de luz y se manifiesta sobre todo en los tonos verdes y rojos, los cuales son vistos menos intensamente.
Las gafas de daltonismo filtran de manera selectiva la luz para corregir este desequilibrio, pero en ningún caso curan la anomalía visual ni consiguen una distinción tan precisa como la de una persona no daltónica. Hay que tener en cuenta que hay muchos tipos de daltonismo, y las gafas no afectan a todos.

## Funcionamiento
La mayoría de las deficiencias del daltonismo son causadas por la acción anómala de unas determinadas células de la retina: los conos. Hay tres grupos de conos para detectar los tres colores primarios de la luz, y cada uno de estos grupos es sensible a determinadas longitudes de ondas: cortas (azul), medianas (verde), y largas (rojo). El daltonismo se produce cuando la sensibilidad de algún grupo de conos se ve alterada, y normalmente afecta a los conos responsables de la visión del verde y el rojo. Estos, en lugar de responder particularmente a cada longitud de onda de luz, responden de manera muy similar, con lo cual los colores se solapan y no son percibidos correctamente.
Las gafas de daltonismo bloquean las longitudes de onda que corresponden a la región solapada entre el rojo y el verde, y por lo tanto permiten una distinción mucho más grande de estos colores. Contienen unas lentes diseñadas para filtrar las frecuencias que hay entre colores, generando un mayor contraste y reduciendo la confusión entre ellos. Se elimina parte de la información visual para distinguir mejor los colores del entorno.

## Historia

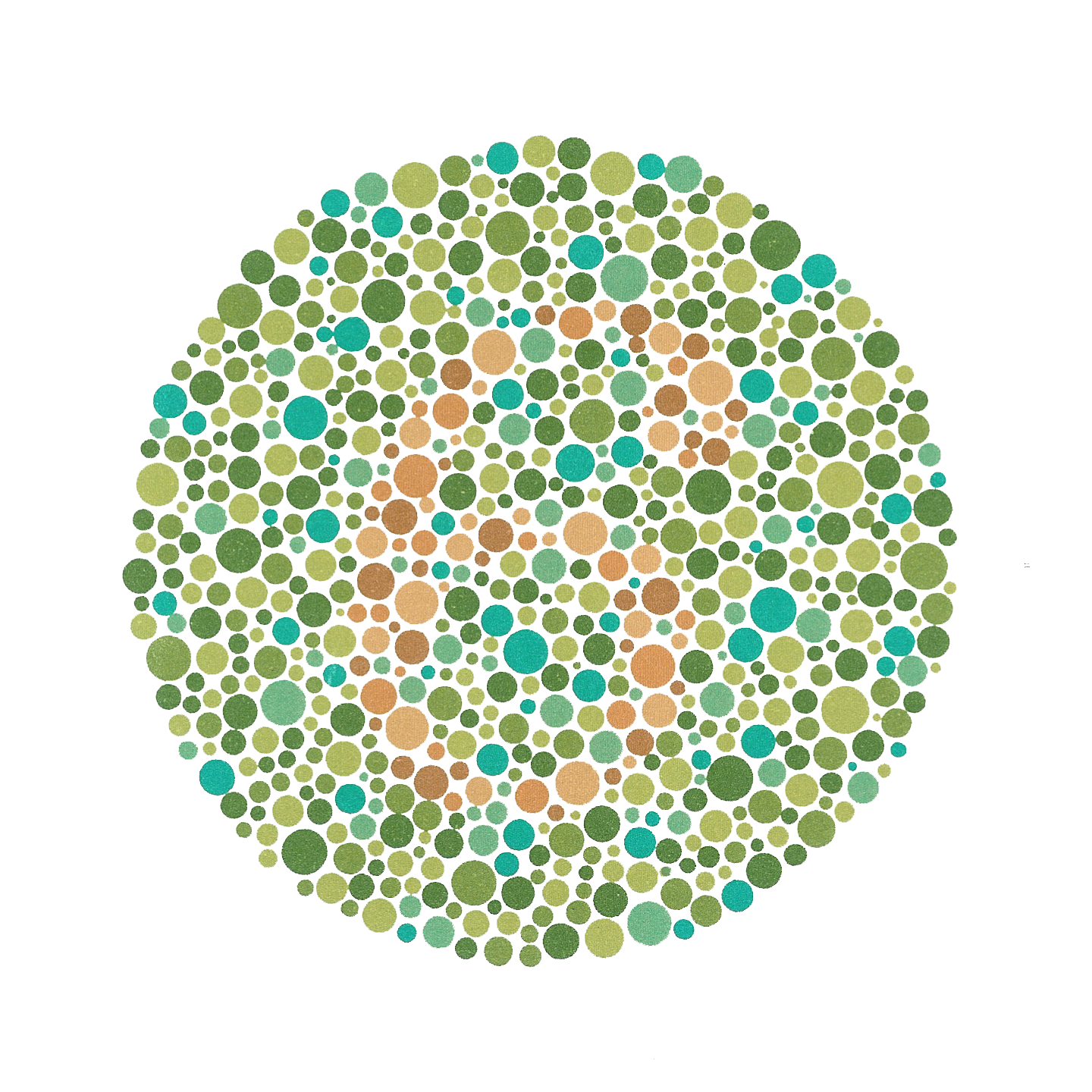
Lámina 11 del test de Ishihara

El daltonismo es una anomalía visual sin ninguna complicación, se mantiene constante en ambos ojos y a lo largo de toda la vida, quizás por eso nunca ha sido un tema muy estudiado ni investigado con tal de buscar una solución. Aun así, algunos especialistas de la visión han trabajado otros aspectos del hándicap como su detección. En 1917 se publicó el test de Ishihara, consistente en una serie de láminas compuestas por círculos con números difíciles de distinguir o que las personas daltónicas no pueden detectar.
El descubrimiento de estas ojeras como ayuda para el daltonismo fue totalmente casual. Inicialmente fueron ideadas por Don McPherson con el objetivo de proteger y mejorar la visión de los cirujanos que trabajan con láser, pero un amigo del inventor que sufría daltonismo se las probó y pudo ver toda una nueva gama de colores.
A partir de ahí son varias las empresas que han profundizado en el ámbito, a pesar de que hoy en día todavía hay cierta controversia sobre si este tipo de gafas funcionan realmente o si son una estafa.

## Modelos
Cada empresa tiene diferentes tipos de gafas puesto que la percepción de las ondas de luz no es igual en todos los ámbitos y edades. Se pueden encontrar modelos para interiores, exteriores, especiales de sol, y especiales para niños.